# Luigi Faidutti

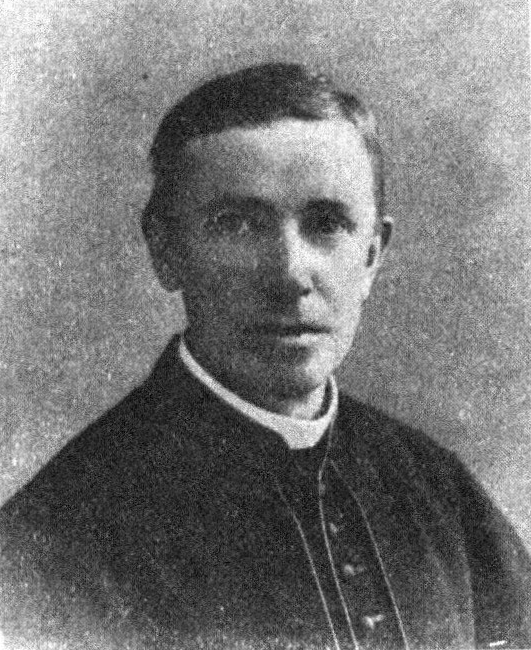
Luigi Faidutti (vor 1908)

Luigi Faidutti (* 11. April 1861 in Scrutto, Gemeinde San Leonardo, Königreich Lombardo-Venetien; † 18. Dezember 1931 in Königsberg, Preußen) war ein österreichisch-italienischer Geistlicher und Politiker. Er war Abgeordneter zum Österreichischen Abgeordnetenhaus, Abgeordneter zum Landtag von Görz und Gradisca und Landeshauptmann von Görz und Gradisca.

## Leben
Faidutti wurde als Sohn des Gemeindesekretärs und Steuereinnehmers Pietro Faidutti geboren. Er besuchte die Volksschule in Cividale del Friuli und absolvierte bis 1881 das bischöfliche Gymnasium sowie das theologische Vorbereitungsjahr (corsi preperatori) in Udine. Nach dem Besuch des Priesterseminars zwischen 1881 und 1884 empfing Faidutti 1884 die Priesterweihe. Er arbeitete von 1884 bis 1885 als Kaplan und Protokollist an der erzbischöflichen Kanzlei und studierte danach zwischen 1885 und 1888 am höheren Priesterausbildungsinstitut zum Hl. Augustin Frintaneum in Wien. 1888 promovierte Faidutti in Wien zum Doktor der Theologie (Dr. theol.). Faidutti war 1888 Hauskaplan des Erzbischofs und Spiritual am Priesterseminar in Görz und lehrte ab 1889 als Supplent für Altes Testament am Priesterseminar. 1900 wurde er dort auch Professor, 1902 zum Dompropst von Görz ernannt.
Faidutti war ab 1906 Obmann der „Unione Cattolica Popolare de Friuli“ und wirkte zwischen 1899 und 1920 als Obmann der Federazione delle Casse rurali e dei sodalizi cooperative per la parte italiana delle provincia die Gorizia e di Gradisca sowie ab 1907 als Obmann der Federazione dei Cinsorzi agricoli del Friuli. Damit war Faidutti der führende italienisch-katholische Genossenschaftsfunktionär in Görz und Gradisca. Er war von 1902 bis 1912 sowie von 1913 bis 1918 Abgeordneter zum Landtag von Görz und Gradisca und hatte zudem von 1913 bis 1918 das Amt des Landeshauptmanns inne. Er kandidierte bei der Reichsratswahl 1907 im Wahlbezirk Görz und Gradisca 5 und gehörte ab dem 17. Juni 1907 dem Abgeordnetenhaus an. Bei der Reichsratswahl 1911 konnte Faidutti sein Mandat im Wahlbezirk verteidigen und war bis zum 12. November 1918 Mitglied des Abgeordnetenhauses. Im Abgeordnetenhaus war Faidutti ab 1907 Mitglied im Club italiano populare der Italienischen Volkspartei sowie deren Obmannstellvertreter. Gemeinsam mit rumänischen Abgeordneten bildeten Italienische Abgeordnete ab März 1909 die Unione Latina, 1911 bildete sich wieder ein Klub der Italienischen Volkspartei.
Auf Grund seiner pro-österreichischen Haltung während des Ersten Weltkriegs wurde Faidutti die Rückkehr nach Görz von den italienischen Behörden verwehrt. Er lebte daher zunächst in Wien und erhielt 1921 die Erlaubnis zur Übersiedelung nach Rom und wurde 1924 Auditor des Nuntius von Kaunas (Litauen). 1925 folgte seine Ernennung zum apostolischen Visitator in Litauen.